# Ferdinand Holthausen
Ferdinand August Wennemar Holthausen, född 9 september 1860 i Soest, Tyskland, död 19 september 1956 i Wiesbaden, var en tysk språkforskare.
Ferdinand Holthausen var professor i germanska språk i Göteborg 1893–1900 och i engelsk filosofi i Kiel 1900–1925. Han behandlade i talrika skrifter olika germanska fornspråk och bland annat utgivit Altenglisches etymologisches Wörterbuch (1934), Gotisches etymologisches Wörterbuch (1934) och Vergleichendes und etymologisches Wörterbuch des Altwestnordischen Altnorwegisch-isländischen (1948).